# Reinaldo Rueda
Reinaldo Rueda Rivera (Cáli, 16 de abril de 1957) é um treinador de futebol colombiano. Atualmente comanda a Seleção Hondurenha.

## Biografia
Nascido no ano de 1957, na cidade colombiana de Cáli, Reinaldo Rueda Rivera nunca foi jogador profissional e se dedicou aos estudos esportivos desde cedo.
Como jogador de futebol, Reinaldo Rueda jogou para clubes emergentes em competições amadoras e universitárias.
Antes de se tornar treinador de futebol, Rueda trabalhou como instrutor na Escola Nacional de Treinadores da Colômbia, licenciada pela FIFA.

## Carreira como treinador

### Início
Reinaldo Rueda iniciou seu trabalho treinando as equipes Cortuluá, Deportivo Cali e Independiente Medellín.
Após ficar três anos no comando do pequeno Cortuluá, Reinaldo Rueda recebeu o convite para treinar o Deportivo Cali, em 1997. Durante duas temporadas, o treinador manteve uma das equipes mais tradicionais da Colômbia no topo e conquistou o título nacional em 1998.
Mesmo com o título, Rueda resolveu deixar o clube e de longe assistiu o Deportivo Cali chegar ao vice-campeonato da Copa Libertadores da América de 1999, quando foi derrotado na final pelo Palmeiras.
Em maio de 2002 ele assumiu o Independiente Medellín, onde permaneceu por quatro meses, até setembro, e deixou-o para assumir o comando das Seleções de base da Colômbia.

### Seleção Colombiana

#### Sub-20
Com a Seleção Colombiana Sub-20, terminou em 3º lugar no Mundial Sub-20 2003.

#### Principal
Após um início desastroso da Seleção Colombiana principal nas eliminatórias sul-americanas, a Federação Colombiana de Futebol promoveu Rueda ao posto de técnico da equipe. Embora não tenha conseguido classificar-se para Copa do Mundo FIFA de 2006, Rueda fez um grande trabalho e foi elogiado pela mídia local. O time estava em último, mas graças a Rueda, o time terminou na sexta colocação.

### Seleção Hondurenha
Pela Seleção Hondurenha, que comandou entre 2006 e 2010, conquistou a classificação para a Copa do Mundo FIFA de 2010, após 28 anos com o país fora do torneio. A última participação de Honduras havia sido na Copa do Mundo FIFA de 1982. Rueda chegou a afirmar que desejava renovar seu contrato, mas deixou o comando da Seleção no dia 28 de julho de 2010.

### Seleção Equatoriana
Comandou a Seleção Equatoriana de 2010 a 2014, que nas eliminatórias da Copa do Mundo FIFA de 2014, obteve a classificação para a Copa do Mundo FIFA realizada no Brasil. Rueda dedicou a classificação ao falecido Christian Benítez, que havia morrido em 2013. Convocou os 23 jogadores equatorianos no dia 2 de junho de 2014.

### Atlético Nacional
Rueda chegou ao Atlético Nacional no meio de 2015, substituindo Juan Carlos Osorio, quando este anunciou sua ida para o São Paulo.
Em 2016, foi campeão da Copa Libertadores da América com a equipe colombiana, fazendo o clube conquistar seu segundo título da competição e jogando um futebol de alto nível enchendo os olhos pela América do Sul. Com um futebol "moderno, técnico e competitivo, com muito toque de bola, quase nenhuma jogada aérea ou chutão, posse de bola e marcação alta o tempo todo", Rueda encantou o mundo, e foi indicado a melhor técnico do ano de 2016 no prêmio The Best da FIFA.
Em 2017, após a conquista do campeonato colombiano com o clube Verdolaga, o técnico deixou o clube para tratar da sua saúde e estudar mais na Alemanha.

### Flamengo
No dia 13 de agosto de 2017, Rueda acertou com Flamengo até o fim de 2018. Comandando a equipe rubro-negra, o treinador chegou a ser finalista da Copa do Brasil e da Copa Sul-Americana, mas não conquistou nenhum título.

### Seleção Chilena
Em 8 de janeiro de 2018, comunicou à diretoria do Flamengo que havia aceitado um convite para comandar a Seleção Chilena. Rueda assinou contrato até o fim das eliminatórias de 2022, sendo prorrogado em caso de classificação para a Copa do Mundo FIFA de 2022, no Catar.

### Retorno à Seleção Colombiana
Após a demissão do português Carlos Queiroz, Rueda reassumiu a Seleção Colombiana em janeiro de 2021.

## Estilo de jogo e características
Rueda tem no ex-técnico da Seleção Espanhola, Vicente del Bosque, sua principal influência, mas tem um carinho especial por Telê Santana.
Para Marina Granziera, jornalista brasileira que trabalha na TV Caracol, da Colômbia, Rueda "é um gestor de time, sabe impor respeito, e monta o time de acordo as características dos seus jogadores". Já Jhonsson Rojas, jornalista da Rádio Caracol, da Colômbia, destacou que Rueda tem fama de agregador, já que seus grupos de jogadores costumam ser unidos, o que reflete positivamente no desempenho em campo.
Sobre o estilo de jogo, conforme o jornalista colombiano Santiago Cadavid, da rádio Munera 790, "seus esquemas táticos preferidos são o 4-2-3-1 e o 4-4-2".
Gabriel Meluk, editor de esportes do jornal “El Tiempo”, da Colômbia, afirmou que seus times têm um jogo "vertical com abertura pelos lados do campo", e complementou, dizendo: "Ele tem dois princípios. O primeiro é a segurança defensiva e o segundo é a retenção da bola". Renato Rodrigues, colunista do site da ESPN Brasil, vai nesta mesma linha, afirmando que Rueda "gosta de usar as características de seus atletas, principalmente no meio, para levar vantagem sobre seus adversários. Para isso, ele pratica um futebol apoiado, tentando fazer com que o portador da bola tenha sempre duas ou três opções para jogar, buscando apoios mais longos e verticais. Por conta disso, seus volantes costumam ter um forte passe de ruptura, que quebram as primeiras linhas de marcação".

## Vida pessoal
Rueda é graduado em educação física pela Universidad del Valle e pós-graduado pela Deutsche Sporthochschule Köln, tempo que lhe ensinou também a falar alemão fluentemente.

## Estatísticas
Atualizadas até 16 de agosto de 2017

#### Clubes
| Clube                  | Temporada         | Campeonato nacional | Campeonato nacional | Campeonato nacional | Campeonato nacional | Copa nacional[a] | Copa nacional[a] | Copa nacional[a] | Copa nacional[a] | Competições continentais[b] | Competições continentais[b] | Competições continentais[b] | Competições continentais[b] | Outros torneios[c] | Outros torneios[c] | Outros torneios[c] | Outros torneios[c] | Total | Total | Total | Total | Total  |
| Clube                  | Temporada         | J                   | V                   | E                   | D                   | J                | V                | E                | D                | J                           | V                           | E                           | D                           | J                  | V                  | E                  | D                  | J     | V     | E     | D     | A      |
| ---------------------- | ----------------- | ------------------- | ------------------- | ------------------- | ------------------- | ---------------- | ---------------- | ---------------- | ---------------- | --------------------------- | --------------------------- | --------------------------- | --------------------------- | ------------------ | ------------------ | ------------------ | ------------------ | ----- | ----- | ----- | ----- | ------ |
| Cortuluá               | 1994              | 0                   | 0                   | 0                   | 0                   | —                | —                | —                | —                | —                           | —                           | —                           | —                           | —                  | —                  | —                  | —                  | 0     | 0     | 0     | 0     | 0%     |
| Cortuluá               | 1995              | 0                   | 0                   | 0                   | 0                   | —                | —                | —                | —                | —                           | —                           | —                           | —                           | —                  | —                  | —                  | —                  | 0     | 0     | 0     | 0     | 0%     |
| Cortuluá               | 1996              | 0                   | 0                   | 0                   | 0                   | —                | —                | —                | —                | —                           | —                           | —                           | —                           | —                  | —                  | —                  | —                  | 0     | 0     | 0     | 0     | 0%     |
| Cortuluá               | 1997              | 0                   | 0                   | 0                   | 0                   | —                | —                | —                | —                | —                           | —                           | —                           | —                           | —                  | —                  | —                  | —                  | 0     | 0     | 0     | 0     | 0%     |
| Cortuluá               | Total             | 0                   | 0                   | 0                   | 0                   | 0                | 0                | 0                | 0                | 0                           | 0                           | 0                           | 0                           | 0                  | 0                  | 0                  | 0                  | 0     | 0     | 0     | 0     | 0%     |
| Deportivo Cali         | 1997              | 0                   | 0                   | 0                   | 0                   | —                | —                | —                | —                | —                           | —                           | —                           | —                           | —                  | —                  | —                  | —                  | 0     | 0     | 0     | 0     | 0%     |
| Deportivo Cali         | 1997              | 0                   | 0                   | 0                   | 0                   | —                | —                | —                | —                | —                           | —                           | —                           | —                           | —                  | —                  | —                  | —                  | 0     | 0     | 0     | 0     | 0%     |
| Deportivo Cali         | Total             | 0                   | 0                   | 0                   | 0                   | 0                | 0                | 0                | 0                | 0                           | 0                           | 0                           | 0                           | 0                  | 0                  | 0                  | 0                  | 0     | 0     | 0     | 0     | 0%     |
| Independiente Medellín | 2002              | 0                   | 0                   | 0                   | 0                   | —                | —                | —                | —                | —                           | —                           | —                           | —                           | —                  | —                  | —                  | —                  | 0     | 0     | 0     | 0     | 0%     |
| Independiente Medellín | Total             | 0                   | 0                   | 0                   | 0                   | 0                | 0                | 0                | 0                | 0                           | 0                           | 0                           | 0                           | 0                  | 0                  | 0                  | 0                  | 0     | 0     | 0     | 0     | 0%     |
| Atlético Nacional      | 2015              | 0                   | 0                   | 0                   | 0                   | 0                | 0                | 0                | 0                | 0                           | 0                           | 0                           | 0                           | —                  | —                  | —                  | —                  | 0     | 0     | 0     | 0     | 0%     |
| Atlético Nacional      | 2016              | 0                   | 0                   | 0                   | 0                   | 0                | 0                | 0                | 0                | 0                           | 0                           | 0                           | 0                           | 0                  | 0                  | 0                  | 0                  | 0     | 0     | 0     | 0     | 0%     |
| Atlético Nacional      | 2017              | 0                   | 0                   | 0                   | 0                   | 0                | 0                | 0                | 0                | 0                           | 0                           | 0                           | 0                           | —                  | —                  | —                  | —                  | 0     | 0     | 0     | 0     | 0%     |
| Atlético Nacional      | Total             | 0                   | 0                   | 0                   | 0                   | 0                | 0                | 0                | 0                | 0                           | 0                           | 0                           | 0                           | 0                  | 0                  | 0                  | 0                  | 116   | 70    | 28    | 18    | 60,3%  |
| Flamengo               | 2017              | 18                  | 8                   | 3                   | 7                   | 4                | 1                | 3                | 0                | 8                           | 4                           | 3                           | 1                           | 1                  | 0                  | 1                  | 0                  | 31    | 13    | 10    | 8     | 52,68% |
| Flamengo               | Total             | 18                  | 8                   | 3                   | 7                   | 4                | 1                | 3                | 0                | 8                           | 4                           | 3                           | 1                           | 0                  | 0                  | 1                  | 0                  | 31    | 13    | 10    | 8     | 52,68% |
| Total na carreira      | Total na carreira | 0                   | 0                   | 0                   | 0                   | 0                | 0                | 0                | 0                | 0                           | 0                           | 0                           | 0                           | 0                  | 0                  | 0                  | 0                  | 147   | 83    | 38    | 26    | 65,07% |

- a. ^ Jogos da Copa Colômbia
- b. ^ Jogos da Copa Libertadores da América e Copa Sul-Americana
- c. ^ Jogos da Supercopa da Colômbia e amistosos

### Seleção Colombiana
| Ano   |    |    |    |    |       |
| Ano   | J  | V  | E  | D  | A     |
| ----- | -- | -- | -- | -- | ----- |
| 1992  | 6  | 2  | 3  | 1  | 50%   |
| 1993  | 3  | 1  | 0  | 2  | 33,3% |
| 2003  | 16 | 9  | 3  | 4  | 62,5% |
| Total | 40 | 19 | 11 | 10 | 56%   |

| Ano   |    |   |   |   |       |
| Ano   | J  | V | E | D | A     |
| ----- | -- | - | - | - | ----- |
| 2000  | 5  | 3 | 2 | 0 | 73,3% |
| 2001  | 5  | 2 | 2 | 1 | 53,3% |
| 2002  | 2  | 1 | 0 | 1 | 50%   |
| 2003  | 3  | 1 | 1 | 1 | 44,4% |
| Total | 15 | 7 | 5 | 3 | 57,7% |

| Ano   |    |    |    |    |       |
| Ano   | J  | V  | E  | D  | A     |
| ----- | -- | -- | -- | -- | ----- |
| 2004  | 0  | 0  | 0  | 0  | 0     |
| 2005  | 0  | 0  | 0  | 0  | 0     |
| 2006  | 0  | 0  | 0  | 0  | 0     |
| Total | 68 | 26 | 24 | 18 | 51,9% |

| Ano   |    |    |    |    |       |
| Ano   | J  | V  | E  | D  | A     |
| ----- | -- | -- | -- | -- | ----- |
| 1992  | 6  | 2  | 3  | 1  | 50%   |
| 1993  | 3  | 1  | 0  | 2  | 33,3% |
| 2000  | 5  | 3  | 2  | 0  | 73,3% |
| 2001  | 5  | 2  | 2  | 1  | 53,3% |
| 2002  | 2  | 1  | 0  | 1  | 50%   |
| 2003  | 19 | 10 | 4  | 5  | 59,6% |
| 2004  | 0  | 0  | 0  | 0  | 0     |
| 2005  | 0  | 0  | 0  | 0  | 0     |
| 2006  | 0  | 0  | 0  | 0  | 0     |
| Total | 83 | 37 | 24 | 22 | 54,2% |

### Seleção Hondurenha
Seleção principal
| Ano   |    |    |    |    |       |
| Ano   | J  | V  | E  | D  | A     |
| ----- | -- | -- | -- | -- | ----- |
| 2007  | 0  | 0  | 0  | 0  | 0     |
| 2008  | 0  | 0  | 0  | 0  | 0     |
| 2009  | 0  | 0  | 0  | 0  | 0     |
| 2010  | 0  | 0  | 0  | 0  | 0     |
| Total | 75 | 39 | 12 | 24 | 61,6% |

### Seleção Equatoriana
Seleção principal
| Ano   |    |    |    |    |       |
| Ano   | J  | V  | E  | D  | A     |
| ----- | -- | -- | -- | -- | ----- |
| 2011  | 0  | 0  | 0  | 0  | 0     |
| 2012  | 0  | 0  | 0  | 0  | 0     |
| 2013  | 0  | 0  | 0  | 0  | 0     |
| 2014  | 0  | 0  | 0  | 0  | 0     |
| Total | 50 | 19 | 17 | 14 | 49,3% |

### Seleção Chilena
Seleção principal
| Ano   |    |   |   |    |       |
| Ano   | J  | V | E | D  | A     |
| ----- | -- | - | - | -- | ----- |
| 2018  | 17 | 9 | 8 | 10 | 44,4% |
| Total | 17 | 9 | 8 | 10 | 44,4% |

## Títulos
Colômbia
- Torneio Internacional de Toulon: 2000

Atlético Nacional
- Copa Libertadores da América: 2016
- Recopa Sul-Americana: 2017
- Campeonato Colombiano: 2015 (Clausura) e 2017 (Apertura)
- Copa Colômbia: 2016
- Superliga da Colômbia: 2016

### Prêmios individuais
- Melhor treinador do Campeonato Colombiano: 2015 e 2016
- Treinador Sul-Americano do Ano: 2016[25]